# Asan Tajmanow
Asan Tajmanow (ur. 7 listopada 1917, zm. 1 lutego 1990) – rosyjski matematyk pochodzenia kazachskiego. Specjalizował się w topologii ogólnej. Znany z wyników dotyczących pojęcia tzw. indeksu quasiskładowej zbioru oraz przedłużania odzworowań ciągłych z gęstych podprzestrzeni przestrzeni zwartych na całą przestrzeń (zob. twierdzenie Tajmanowa).